# Capra cylindricornis
Chèvre du Caucase oriental
Espèce
Statut de conservation UICN

 NT  : Quasi menacé
La chèvre du Caucase oriental (Capra cylindricornis) est une espèce de mammifère herbivore de la famille des bovidés, sous-famille des caprins, que l'on rencontre dans le Caucase de l'Est.